# Stay with Me Tonight (singel TVXQ)
Stay With Me Tonight – pierwszy singel południowokoreańskiego zespołu TVXQ, wydany w Japonii 27 kwietnia 2005 roku przez Rhythm Zone. Został wydany w dwóch edycjach: CD+DVD oraz CD. Osiągnął 37 pozycję w rankingu Oricon i pozostał na liście przez 5 tygodni, sprzedał się w nakładzie 9818 egzemplarzy w Japonii i 28 298 w Korei Południowej.
Piosenka tytułowa została wykorzystana jako ending TV dramy Kusano Kid (jap. 草野☆キッド).

## Lista utworów
| CD | CD                                  | CD                                  | CD                           | CD              | CD      |
| Nr | Tytuł utworu                        | Tekst                               | Kompozycja                   | Aranżacja       | Długość |
| -- | ----------------------------------- | ----------------------------------- | ---------------------------- | --------------- | ------- |
| 1. | „Stay With Me Tonight”              | Yoshimitsu Sawamoto, Kiyoshi Matsuo | Kei Haneoka                  | Maestro-T       | 4:42    |
| 2. | „Try My Love”                       | Masaya Wada, Kiyoshi Matsuo         | Masaya Wada, Taishi Fukuyama | Taishi Fukuyama | 4:03    |
| 3. | „Stay With Me Tonight” (Less Vocal) |                                     | Kei Haneoka                  | Maestro-T       | 4:42    |
| 4. | „Try My Love” (Less Vocal)          |                                     | Masaya Wada, Taishi Fukuyama | Taishi Fukuyama | 4:03    |

| DVD | DVD                                 | DVD     |
| Nr  | Tytuł utworu                        | Długość |
| --- | ----------------------------------- | ------- |
| 1.  | „Stay With Me Tonight” (Video Clip) |         |